# Rheinmetall Oerlikon Millennium
L'Oerlikon Millennium o Rheinmetall GDM-008 conosciuto anche come MAS (Millennium Anti-aircraft System) è un cannone antiaereo da 35 mm automatico del tipo revolver utilizzato in sistemi CIWS progettato dalla Oerlikon Contraves e realizzato dalla Rheinmetall.

## Descrizione
Il cannone costituisce l'evoluzione del 35 mm GDF e può essere integrato nel sistema di puntamento Skyshield, che a sua volta costituisce l'evoluzione del sistema Skyguard. Il sistema "Nächstbereichschutzsystem MANTIS" tedesco che venne acquistato dalla Bundeswehr nel 2011, utilizza questo sistema.